# Amtsgericht Homberg (Efze)
Das Amtsgericht Homberg (bis 1867 Landgericht Homberg) war bis 1968 ein Gericht der ordentlichen Gerichtsbarkeit mit Sitz in Homberg (Efze).

## Geschichte
Ab dem letzten Quartal des 13. Jahrhunderts unterstand die Rechtsprechung der Landgrafschaft Hessen und später der Landgrafschaft Hessen-Kassel im Raum um Homberg dem Amt Homberg und wurde durch den dortigen Amtmann wahrgenommen.
Die Neuregelung des Justizwesens im Königreich Westphalen führte zu der Trennung von Rechtsprechung und Verwaltung. Der Kanton Homberg war nun für die Verwaltung, das Friedensgericht Homberg für die Rechtsprechung zuständig. Das Friedensgericht unterstand dem Distriktgericht Hersfeld, dass für den Distrikt Hersfeld zuständig war.
Mit dem Untergang des Königreichs Westphalen nach der Völkerschlacht bei Leipzig wurde die Trennung von Rechtsprechung und Verwaltung rückgängig gemacht und das Kurfürstentum Hessen führte 1814 das Amt Homberg wieder ein.
Mit Edikt vom 29. Juni 1821 wurden in Kurhessen Verwaltung und Justiz getrennt. Nun waren Justizämter für die erstinstanzliche Rechtsprechung zuständig, die Verwaltung wurde von Landkreisen übernommen. Im Homburg bestand die Besonderheit, das nicht das Justizamt Homberg, sondern das Landgericht Homberg entstand, dem die Assistenzämter Borken und Raboldshausen nachgeordnet waren. 1831 wurde das Landgericht Homberg aufgelöst und in die Justizämter Homberg, Borken und Raboldshausen geteilt.
Das Justizamt Homberg war für die ehemaligen Gerichte Hintergericht (nordöstlich von Homberg um den Mosenberg, mit dem Grebenstuhl in Mosheim), Gericht Vernegau,  Gericht auf der Efze und Gericht auf der Schwalm sowie einen Teil des Gerichts am Walde zuständig. Es umfasste 30 Ortschaften und 11 Höfe.
| Orte im Justizamt Homberg | Orte im Justizamt Homberg | Orte im Justizamt Homberg | Orte im Justizamt Homberg   | Orte im Justizamt Homberg | Orte im Justizamt Homberg |
| Hintergericht             | Gericht auf der Efze      | Gericht Vernegau          | Gericht am Walde            | Gericht auf der Schwalm   |                           |
| ------------------------- | ------------------------- | ------------------------- | --------------------------- | ------------------------- | ------------------------- |
| Mörshausen                | Falkenberg                | Lützelwig                 | Allmuthshausen              | Uttershausen              |                           |
| Dickershausen             | Hebel                     | Sondheim                  | Appenfeld                   | Wabern                    |                           |
| Sipperhausen              | Rohrhausen                | Wernswig                  | Niederbeisheim              | Zennern                   |                           |
| Hombergshausen            | Mardorf                   |                           | Basfelder Hof               |                           |                           |
| Mosheim                   | Berge                     |                           | Hergetsfeld                 |                           |                           |
|                           | Caßdorf                   |                           | Holzhausen                  |                           |                           |
|                           | Mühlhausen                |                           | Hülsa                       |                           |                           |
|                           | Lembach                   |                           | Leuderode                   |                           |                           |
|                           | Lendorf                   |                           | Reddingshausen              |                           |                           |
|                           |                           |                           | Relbehausen                 |                           |                           |
|                           |                           |                           | Remsfeld                    |                           |                           |
|                           |                           |                           | Rodemann                    |                           |                           |
|                           |                           |                           | Rückersfeld                 |                           |                           |
|                           |                           |                           | Schellbach                  |                           |                           |
|                           |                           |                           | Steindorf                   |                           |                           |
|                           |                           |                           | Waßmuthshausen              |                           |                           |
|                           |                           |                           | Welferode                   |                           |                           |
|                           |                           |                           | Kloster St. Georg (Homberg) |                           |                           |

Im Juni 1867 erging eine königliche Verordnung, die die Gerichtsverfassung im vormaligen Herzogtum Nassau und den vormals zum Großherzogtum Hessen gehörenden Gebietsteilen neu ordnete. Die bisherigen Gerichtsbehörden sollten aufgehoben und durch Amtsgerichte in erster, Kreisgerichte in zweiter und ein Appellationsgericht in dritter Instanz ersetzt werden. Im Zuge dessen erfolgte am 1. September 1867 die Umbenennung des bisherigen Landgerichts in Amtsgericht Homberg. Der Gerichtssprengel umfasste das bisherige Justizamt Homberg, dazu aus dem Justizamt Raboldshausen: Ellingshausen, Grebenhagen, Hergetsfeld, Nieder-Appenfeld, Nieder-Hülsa, Ober-Appenfeld, Ober-Hülsa, Völkershain mit Hof Baßfeld und Wallenstein mit Schloss. Übergeordnet war das Kreisgericht Rotenburg.
Auch mit dem Inkrafttreten des Gerichtsverfassungsgesetzes blieb das Amtsgericht unter seinem Namen bestehen. Während der Schlussphase des Zweiten Weltkriegs war das Gericht kurzzeitig geschlossen, wurde aber wieder durch die amerikanische Besatzungsmacht eingerichtet. Im Jahre 2006 wurde das Gericht geschlossen.

## Gebäude

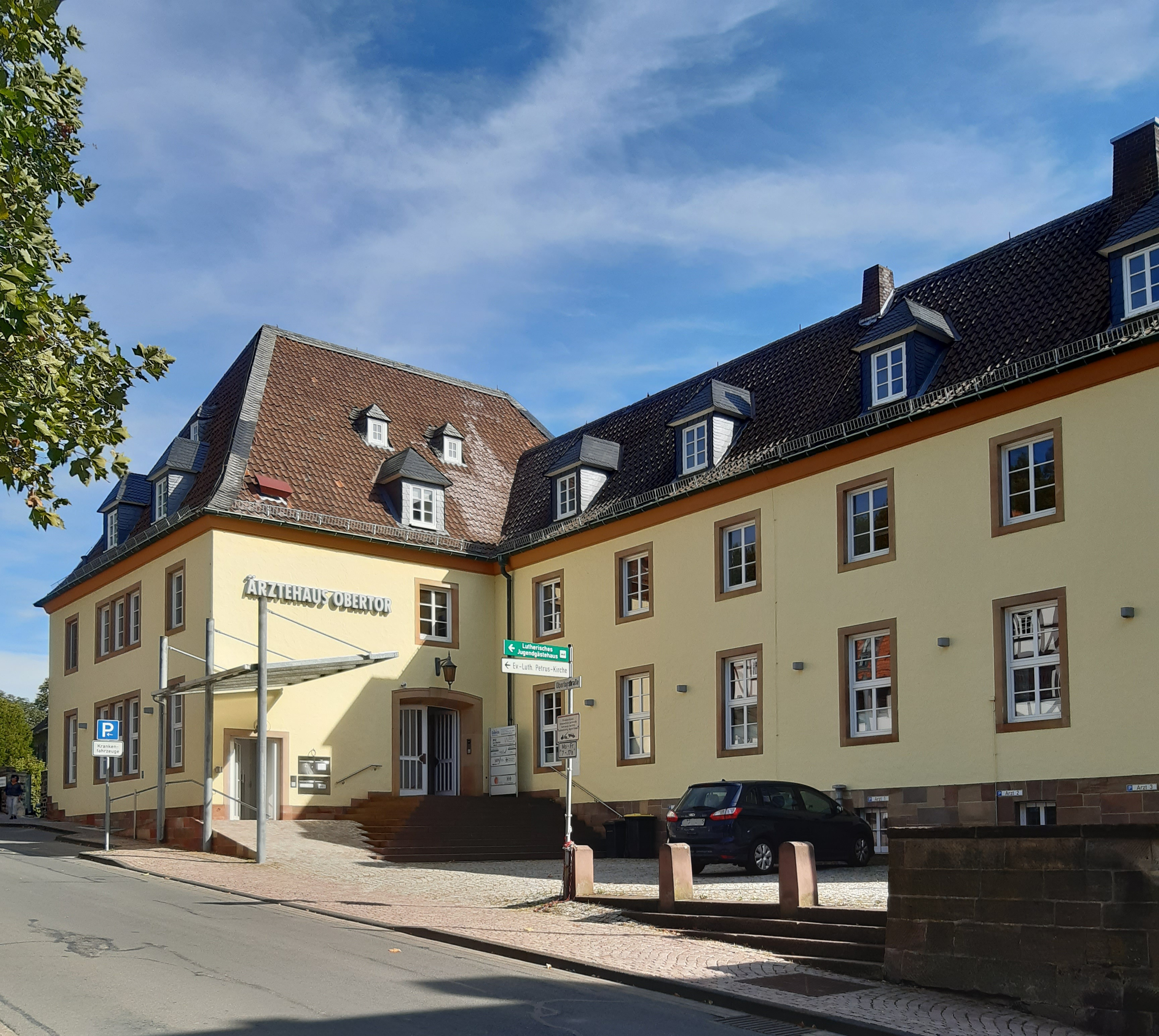
Ehemaliges Amtsgerichtsgebäude in der Obertorstraße 9

Das Gericht nutzte zunächst die Räumlichkeiten des Amtes Homberg im alten Amtshaus am Homberger Obertor. Dieses Haus aus dem Jahr 1783 wurde im Jahre 1939 aufgegeben, um an gleicher Stelle einen Neubau zu errichten. Das Gericht zog während der Bauphase in das benachbarte Gerichtsgefängnis. Kriegsbedingt wurde das neue Gebäude aber nach dem Abriss 1939 zunächst nicht gebaut. Erst 1952 konnte das Gericht seine neuen Räume in der Obertorstraße 9 beziehen.
Nach der Auflösung des Gerichts 2006 meldete die Stadt Homberg ihren Wunsch an, das alte Amtsgericht weiter zu nutzen. Jedoch war eine Nutzung dadurch erschwert, dass sich auf dem Grundstück ein Teil der denkmalgeschützten Stadtmauer befindet und die Kosten der Sanierung dieser Mauer den Wert des Grundstücks überschreitet. Heute wird das Gebäude als Ärztehaus genutzt.

## Richter
Folgende Richter wirkten am Gericht:
- Landrichter Karl Wilkens (1823–1831)
- Justizbeamter Philipp Wilhelm Georg Karl Pfeiffer (1831–1840)
- Justizbeamter Heinrich Emil Groß (1841–1848)
- Justizbeamter Wilhelm Möller (1849–1850)
- Justizbeamter Karl Siegmund Fulda (1850–1855)
- Justizbeamter Karl Bernhard (1855–1867)
- Amtsrichter Julius Carl Hoffmann (1867–1875)
- Amtsrichter Maximilian Theobald (1867–1878) (ab 1875: Oberamtsrichter)
- Amtsrichter Walther (1875–1885) (ab 1877: Oberamtsrichter)
- Amtsrichter Burchardi (1878–1895) (ab 1888: Amtsgerichtsrat)
- Amtsrichter Fondy (1885–1891)
- Amtsrichter Diels (1891–1899)
- Amtsrichter Vial (1895–1900)
- Amtsrichter Auth (1899–1911) (ab 1906: Amtsgerichtsrat)
- Amtsrichter Ferdinand Pitel (1900–1927) (später: Amtsgerichtsrat)
- Amtsrichter Friedrich Henckel (1911–1931)
- Amtsgerichtsrat Alexander Opper (1927–1930)
- Amtsgerichtsrat Friedrich Zuschlag (1931–1947)
- Amtsgerichtsrat Karl Nuhn (1931–1942)
- Amtsgerichtsrat Otto Heipertz (1945–1949)
- Amtsgerichtsrat Eduard Mengel (1947)
- Landgerichtsrat Otto von Sethe (1947)
- Amtsgerichtsrat Rudolf Pohl (1948–1970) (später: Oberamtsrichter)
- Amtsgerichtsrat Hermann Bienert (1948)
- Amtsgerichtsrat Wilhelm Brundig (1949–1976) (später: Direktor des Amtsgerichtes)
- Amtsgerichtsrat Erhard Spanknebel (1976–2004) (später: Direktor des Amtsgerichtes)
- Amtsgerichtsrat Christoph Müller (1976- )(Direktor des Amtsgerichtes)
- Frank-Martin Neupärtl (1991–1998)